# Sidhi (distrikt)
Sidhi är ett distrikt i Indien.   Det ligger i delstaten Madhya Pradesh, i den centrala delen av landet, 700 km sydost om huvudstaden New Delhi. Antalet invånare är 1 127 033.
Följande samhällen finns i Sidhi:
- Sidhi
- Chorhāt